# Cherniavsky Trio

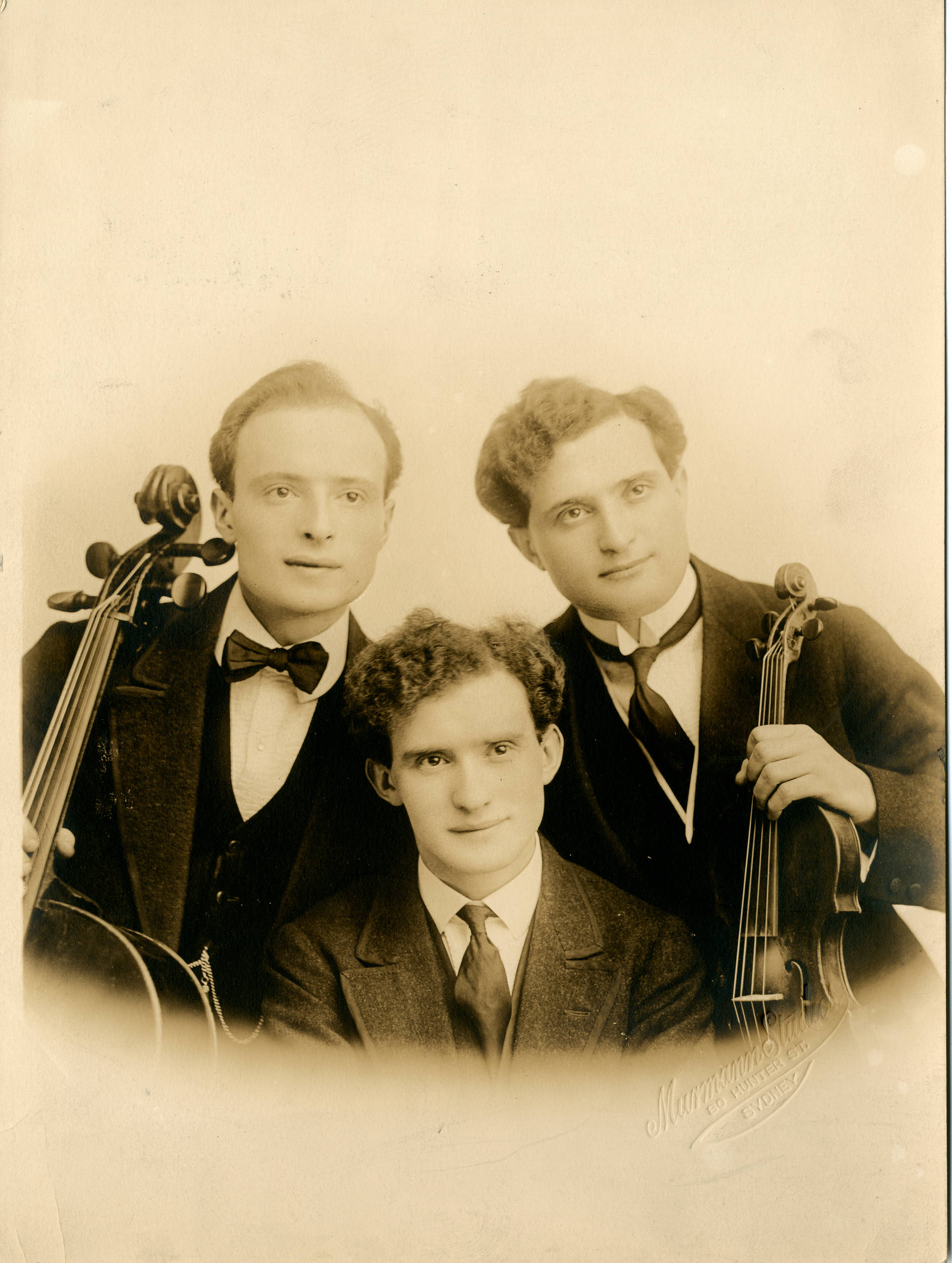
Cherniavsky Trio

Das Cherniavsky-Trio wurde 1901 in Uman, Ukraine von der Familie Cherniavsky gegründet und bestand bis 1934. Nach seinem Abschiedskonzert in Salt Lake City löste sich das Trio auf. 1958 startete es erneut zu einer einmaligen Tournee durch Südafrika, konnte aber an seine früheren Erfolge nicht anknüpfen.

## Tourneen
- 1901–1906 Europa-Tournee
- 1908–1909 Tournee durch Südafrika, Ägypten, Australien und Neuseeland
- 1915–1917 Tournee durch USA

- 1958 Tournee durch Südafrika

## Mitglieder
- Leo Cherniavsky (1890–1974), Geiger
- Jan Cherniavsky (1892–1989), Pianist
- Mischel Cherniavsky (1893–1982), Cellist